# Jhené Aiko
Jhené Aiko Efuru Chilombo (Los Ángeles, California; 16 de marzo de 1988) es una cantante y compositora estadounidense, quien se embarcó su carrera musical cuando comenzó a contribuir con su voz y a aparecer en varios videoclips para el grupo R&B, B2K. En ese momento, era conocida como la "prima" de la miembro de B2K, Lil' Fizz, aunque realmente no está emparentada con él. Fue usado como una herramienta de marketing, sugerida por Sony y Epic Records, para hacerle publicidad a Aiko a través de B2K y atraer audiencia.
En 2003, iba a ser lanzado My Name Is Jhené, su álbum debut, a través de las discográficas Sony, The Ultimate Group y Epic, sin embargo eso nunca ocurrió, y Aiko eventualmente pidió su salida de la discográfica para continuar su educación.
En marzo de 2011, Aiko retornó a la música lanzando un mixtape titulado Sailing Soul(s). El 16 de diciembre de 2011, firmó con la discográfica de No I.D., ARTium, distribuida a través de Def Jam Recordings. en 2013, Aiko apareció en el sencillo de Big Sean, "Beware", en la que figuraba Lil Wayne, el cual se convirtió en su primer sencillo top 40 single en los Billboard Hot 100. En noviembre de 2013, lanzó su primer trabajo para Artium y Def Jam, un extended play (EP), titulado Sail Out. El EP incluía los sencillos "3:16AM", "Bed Peace" y "The Worst", la última fue certificada de platino por la RIAA. Aiko lanzó su álbum de ut, Souled Out, el 9 de septiembre de 2014.El 22 de septiembre de 2017, lanzó su segundo álbum de estudio, Trip.

## Primeros años

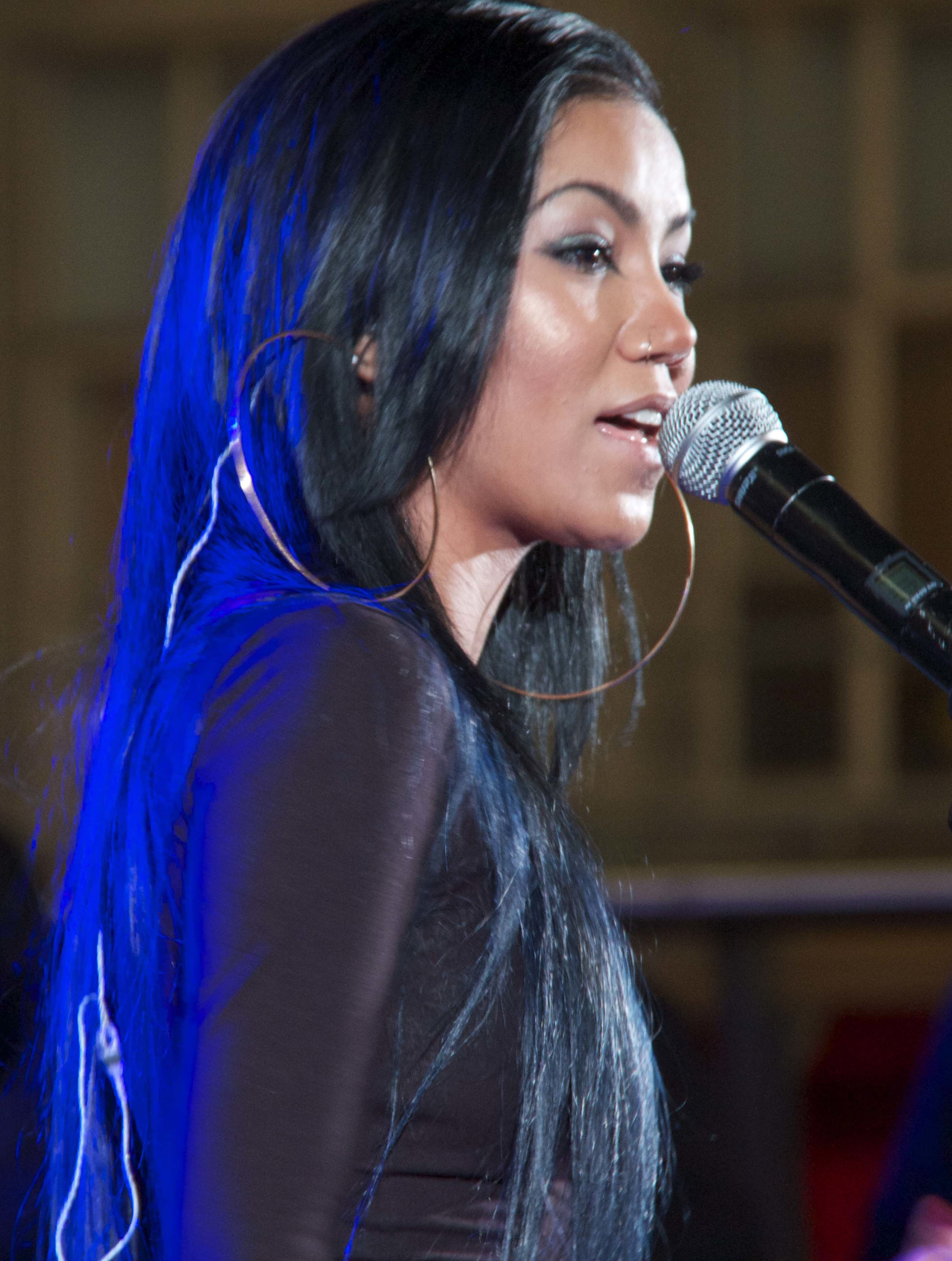
Jhené Aiko en 2013

Aiko nació en creció en Ladera Heights, California. Fue educada en casa. Aiko es la hija de Christina Yamamoto y Karamo Chilombo, un pediatra. Sus padres luego se divorciaron. Su hermana es la cantante de R&B, Mila J. Su madre es de ascendencia dominicana, española y japonesa y su padre es de ascendencia nativa americana, africana, alemana y judía.
Tomó clases de canto en su ciudad natal de Culver City pero lo dejó cuando se quedó embarazada.

## Vida personal
Pertenece a la religión evangélica pentecostal desde los 16 años. Salió con el cantante O'Ryan desde 2005 a 2008. A la edad de 20 años, Aiko dio a luz a su hija Namiko Love junto a O'Ryan el 19 de noviembre de 2008. Antes de que su hermano Miyagi muriera de cáncer el 19 de julio de 2012, Aiko grabó "For My Brother". Él murió poco después de escuchar la canción.
El 17 de agosto de 2013, Aiko se vio envuelta en un accidente de coche en Los Ángeles junto a su hija Namiko, hermana mayor Miyoko, y el padre de su hija, O'Ryan. Aiko sufrió de una muñeca rota, un diente roto y puntos en su mandíbula. Su hija no sufrió ningún daño.
El 16 de marzo de 2016, Aiko y Oladipo "Dot da Genius" Omishore revelaron que estaban casados. El 9 de agosto de 2016, Aiko pidió el divorcio citando diferencias irreconciliables. El divorcio fue finalizado en octubre de 2017.
Aiko sale con Big Sean desde 2016. En julio de 2022 se hizo público que estaban esperando su primer hijo en común. Su hijo Noah nació el 8 de noviembre de 2022.
Aiko fue nombrada la Celebridad vegana más sexy de 2016 por PETA, y posó desnuda para la campaña anti-uso de piele de animales, "Drop the Fur". Es vegana.

### Influencias

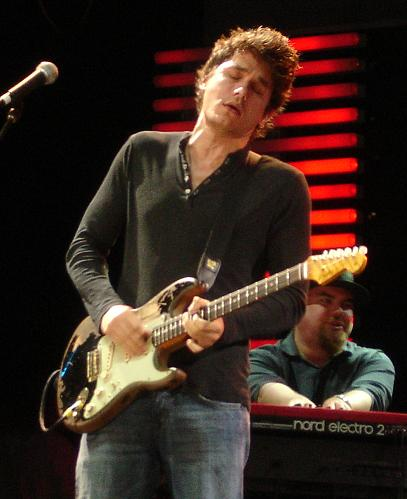
John Mayer es una de sus grandes influencias.

Aiko cita al rapero Tupac como una gran influencia. Aiko también cita a Aaliyah, Eminem y Kendrick Lamar como influencias. Aiko también llama al artista Kid Cudi, una influencia.
Aiko también cita a Brandy y declaró que siempre escucha a Beyoncé como también está influenciada por India.Arie y Amel Larrieux. Aiko es influenciada por John Mayer de quien admira su voz.
Durante la grabación de “Sail Out" (2013). Aiko ha dicho que creció en una familia de músicos y citó a TLC como una gran influencia en su adolescencia. Durante los 90s, comenzó a escuchar a Alanis Morissette, Fiona Apple, y Lil' Kim, y más tarde a Sade.

## Discografía
Álbumes de estudio
- Souled Out (2014)
- Trip (2017)
- Chilombo (2020)

Álbumes en colaboración
- Twenty88 (2016)  (junto a Big Sean como Twenty88)

## Giras
Como artista principal
- Enter the Void Tour (2014)
- Trip (The Tour) (2017–18)[34]
- The Magic Hour Tour (2020)

Como telonera
- J. Cole – Forest Hills Drive Tour (2014–2015)
- Drake – Would You Like a Tour? (2013–2014)
- The Weeknd – King of the Fall Tour (2014)
- Snoop Dogg & Wiz Khalifa – The High Road Summer Tour (2016)
- Lana Del Rey – LA to the Moon Tour (2018)
- Beyoncé & Jay-Z - On the Run II Tour (2018)[35]